# Паппас, Кристофер
Кристофер Джон Паппас (род. 26 августа 1991, Муи-Ривер, Квазулу-Натал) — южноафриканский политик, мэр Муниципалитета Умнгени, в провинции Квазулу-Натал, член партии Демократический Альянс.

## Биография
Перед началом политической деятельности работал экономистом в сфере развития сельского хозяйства. Вступив в Демократический Альянс, вёл кампанию в провинции Квазулу-Натал на всеобщих выборах в ЮАР в 2014 году.
На выборах 2019 года был избран депутатом легислатуры Квазулу-Натал. В Демократическом Альянсе был назначен аграрным представителем, за счёт своих знаний в сфере сельского хозяйства.
На всеобщих выборах 2024 года вновь избирался на должность премьер-министра Квазулу-Натал.